# (54810) Molleigh
(54810) Molleigh est un astéroïde de la ceinture principale.

## Description
(54810) Molleigh est un astéroïde de la ceinture principale. Il fut découvert le 16 juin 2001 à la station Anderson Mesa par le programme LONEOS. Il présente une orbite caractérisée par un demi-grand axe de 2,43 UA, une excentricité de 0,21 et une inclinaison de 9,5° par rapport à l'écliptique.

## Compléments